# Scutellospora alborosea
Scutellospora alborosea är en svampart som först beskrevs av Ferrer & R.A. Herrera, och fick sitt nu gällande namn av C. Walker & F.E. Sanders 1986. Scutellospora alborosea ingår i släktet Scutellospora och familjen Gigasporaceae.   Inga underarter finns listade i Catalogue of Life.